# Disphragis gravis
Disphragis gravis är en fjärilsart som beskrevs av William Schaus 1906. Disphragis gravis ingår i släktet Disphragis och familjen tandspinnare. Inga underarter finns listade i Catalogue of Life.